# Язьвіни (Підкарпатське воєводство)
Язьвіни (пол. Jaźwiny) — село в Польщі, у гміні Чорна Дембицького повіту Підкарпатського воєводства.
Населення — 634 особи (2011).
У 1975-1998 роках село належало до Тарновського воєводства.

## Демографія
Демографічна структура станом на 31 березня 2011 року:
|          | Загалом | Допрацездатний вік | Працездатний вік | Постпрацездатний вік |
| -------- | ------- | ------------------ | ---------------- | -------------------- |
| Чоловіки | 313     | 62                 | 216              | 35                   |
| Жінки    | 321     | 52                 | 171              | 98                   |
| Разом    | 634     | 114                | 387              | 133                  |